# Strongylosoma sansibaricum
Strongylosoma sansibaricum är en mångfotingart som beskrevs av Henri Saussure och Leo Zehntner 1901. Strongylosoma sansibaricum ingår i släktet Strongylosoma och familjen orangeridubbelfotingar. Inga underarter finns listade i Catalogue of Life.